# 충청남도연기교육지원청
충청남도연기교육지원청(忠靑南道燕岐敎育支援廳)은 대한민국 충청남도교육청 소속기관으로 존재했던 지방교육행정기관이다. 2012년 7월 1일 세종특별자치시교육청 출범으로 폐지되었다. 충청남도 연기군 조치원읍 대첩로 32에 위치하고 있었다.

## 연혁
- 1952년 6월 4일 교육자치제 실시 (연기군교육구청 설치)
- 1962년 1월 6일 교육자치제 폐지
- 1964년 1월 1일 교육자치제 부활로 연기군 교육청 개청
- 1991년 3월 26일 광역교육자치제 실시 (연기군교육청을 충청남도연기교육청으로 기관 명칭 변경)
- 1991년 12월 27일 청사 신축 이전
- 2010년 9월 1일 지역교육지원청의 교육지원청 전환에 의거 충청남도연기교육지원청으로 개칭
- 2012년 7월 1일 세종특별자치시교육청 출범 관계로 폐지

## 조직

### 연기교육지원청 교육장

#### 교육지원과
- 학생지원팀
- 교원지원팀
- 학부모지원팀
- 건강복지지원팀

#### 행정지원과
- 행정지원팀
- 재정지원팀
- 지역사회협력팀
- 시설지원팀

## 소속 기관
- 연기도서관
- 연기국민체육센터
- 연기전통문화체험학습장

## 관할 교육기관

### 초등학교
- 감성초등학교
- 교동초등학교
- 금남초등학교
- 대동초등학교
- 명동초등학교
- 소정초등학교
- 수왕초등학교
- 신봉초등학교
- 쌍류초등학교
- 연기도원초등학교
- 연남초등학교
- 연동초등학교
- 연봉초등학교
- 연서초등학교
- 전동초등학교
- 전의초등학교

### 중학교
- 금호중학교
- 연동중학교
- 연서중학교
- 전의중학교
- 조치원여자중학교
- 조치원중학교